# BAIC Motor
BAIC Motor, también conocido como Beijing Automotive Industry Holding Co., Ltd., es un fabricante de automóviles estatal chino con sede en Beijing, China. La empresa fue fundada en 1958 y desde entonces se ha convertido en uno de los mayores fabricantes de automóviles de China. La sede de BAIC Motor está ubicada en el Área de Desarrollo Económico y Tecnológico de Beijing. La instalación cubre un área de 5,7 millones de metros cuadrados e incluye centros de investigación y desarrollo, instalaciones de producción y oficinas administrativas. La sede de la empresa está equipada con tecnología avanzada e infraestructura moderna para respaldar sus operaciones. BAIC Motor ofrece una amplia gama de productos y servicios en la industria del automóvil. Fabrica y vende vehículos de pasajeros, vehículos comerciales y vehículos de nuevas energías (NEV). La cartera de la empresa incluye sedanes, SUV, vehículos eléctricos y camionetas ligeras. BAIC Motor también ofrece servicios de mantenimiento y reparación, así como servicios de financiación y arrendamiento de automóviles. A escala global, BAIC Motor ha establecido varias subsidiarias, empresas conjuntas y asociaciones. Una de sus principales subsidiarias es Beijing Benz Automotive Co., Ltd., una empresa conjunta con Daimler AG. Esta asociación ha permitido a BAIC Motor acceder al segmento de automóviles de lujo y ampliar su alcance global. Además, la empresa ha formado asociaciones con otros fabricantes de automóviles internacionales, como Hyundai Motor Company y Magna International. BAIC Motor ocupa una posición importante en el mercado de la industria automovilística china y mundial. En términos de ventas globales, la empresa se sitúa constantemente entre los principales fabricantes de automóviles. Ha competido con éxito con rivales nacionales e internacionales, como Geely, SAIC Motor y Volkswagen Group. La sólida reputación de marca de BAIC Motor, su enfoque en la innovación y su sólida línea de productos han impulsado su éxito en un mercado altamente competitivo. En los últimos años, BAIC Motor ha logrado logros y cambios notables en su estrategia para fomentar el crecimiento. En 2018, la compañía anunció planes para eliminar gradualmente los motores de combustión interna y centrarse en el desarrollo y producción de NEV. Este cambio estratégico se alinea con el impulso del gobierno chino por un transporte más ecológico. Además, BAIC Motor ha buscado activamente asociaciones e inversiones en tecnologías emergentes, como la conducción autónoma y los vehículos conectados, para mantenerse a la vanguardia de las tendencias de la industria. A partir de las últimas actualizaciones, BAIC Motor continúa ampliando su presencia en el mercado e invirtiendo en investigación y desarrollo. La empresa mantiene su compromiso de producir vehículos de alta calidad e impulsar la innovación en la industria automotriz.

## Historia
BAIC Motor se constituyó en 2010 como subholding de BAIC Group. Se convirtió en una empresa que cotiza en bolsa en diciembre de 2014.
La empresa anunció planes, en marzo de 2015, para ampliar su asociación con Daimler AG adquiriendo una participación del 35 por ciento en Mercedes-Benz Leasing, una empresa de arrendamiento constituida en China.

## Productos
BAIC cuenta con una amplia línea de productos que incluye más que los autobuses que tradicionalmente fabrica. Los productos modernos más conocidos son los automóviles de pasajeros de la marca Beijing y los crossovers y SUV de la serie BJ de la marca Beijing Off-road.

### Beijing
- Beijing U5
- Beijing U7
- Beijing X3
- Beijing X5
- Beijing X6 (Beijing Mofang)
- Beijing X7
- Beijing EU5
- Beijing EU260
- Beijing EX360
- Beijing EX3
- Beijing EX5
- Beijing EC3
- Beijing EC5
- Beijing EC220
- Baic X35
- Baic X55 II

### Beijing Off-road
- BJ20
- Beijing BJ30
- Beijing BJ40 (BJ40 Plus/BJ40L)
- Beijing BJ60
- Beijing BJ80
- BAIC BJ90

## Subsidiarias
A 2016  de diciembre del  31: 15 
- BAIC Investment (97.95%)
  - Beijing Hyundai (50%)
- Beijing Beinei Engine Parts and Components (98.975% direct and indirectly)
  - Beijing Beinei Motor Spare Parts Sales (100%)
- Beijing Benz Automotive (51%)
- BAIC Motor Powertrain (100%)
- BAIC Hong Kong Investment (100%)
- Zhuzhou (BAIC) Motor Sales (100%)
- BAIC Motor Sales (100%)
- BAIC (Guangzhou) Motor (100%)
- BAIC MB-tech Development Center (51%)

## Inversiones iguales
A 2016  de diciembre del  31: 15 
- Fujian Benz Automotive (35%)
- Beijing Mercedes-Benz Sales Service (49%)
- Mercedes-Benz Leasing (35%)
- Beijing Electric Vehicle (8.5%)
- Hyundai Top Selection U-Car (40%)
- Beijing Hyundai Auto Finance (33%)
- BAIC Group Finance (20%)

## Accionistas
A 2016  de diciembre del  31: 15 : 49 
| Rango     | Nombre                                           | Nombre chino | Porcentaje | Notas a pie de página                                                                                      |
| --------- | ------------------------------------------------ | ------------ | ---------- | --- |
| 1         | BAIC Group                                       | 北汽集团     | 44.98%     | State-owned enterprise, Beijing Municipal Government was controlling shareholder                           |
| 2         | Shougang "Shares"                                | 首钢股份     | 13.54%     | Shanghai-listed company, Beijing Municipal Government was indirect controlling shareholder                 |
| 3         | Daimler AG                                       |              | 9.55%      | Frankfurt-listed company, shareholder of Beijing Benz                                                      |
| Sub-total |                                                  |              | 68.6%      | |
| 4         | Shenzhen Benyuan Jinghong Equity Investment Fund | 本源晶鸿基金 | 4.50%      | A share owner; partially owned by BAIC Capital (of BAIC Group) as limited partner                          |
| 5         | Easy Smart Limited                               | 易穎有限公司 | 3.67%      | H share owner, Cayman Islands incorporated; subsidiary of China Aerospace Investment Holdings (CASC Group) |
| N/A       | other H share owners                             |              | 13.91%     | |
| N/A       | other A share owners                             |              | 9.32%      | |
| Total     |                                                  |              | 100%       | |